# Marta Unzué Urdaniz
Marta Unzué Urdaniz (født 4. juli 1988) er en spansk fodboldspiller, der spiller som midtbane for FC Barcelona og Baskerlandets kvindefodboldlandshold.

## Privatliv
Marta er niece til sportsdirektøren i Movistar Team, Eusebio Unzué. En anden onkel, Juan Carlos Unzué spillede fodbold for CA Osasuna, FC Barcelona and Sevilla FC som målmand.